# Joseph Ahrens
Joseph Johannes Clemens Ahrens (* 17. April 1904 in Sommersell; † 21. Dezember 1997 in Berlin) war ein deutscher Komponist und Organist.

## Leben
Ahrens wurde im westfälischen Sommersell als Sohn eines Organisten geboren und lebte seit seiner Studienzeit in Berlin. Nach Aufnahme seines Studiums in Münster studierte er in Berlin bei Alfred Sittard und Max Seiffert. Seit 1928 lehrte er als Dozent an der Berliner Akademie für Schul- und Kirchenmusik. Von 1929 bis 1933 war er Organist in St. Marien (Berlin-Wilmersdorf). Von 1931 bis 1940 war er Organist der Berliner Philharmoniker. Seit 1934 wirkte er als Domorganist an der Sankt-Hedwigs-Kathedrale (Berlin) und von 1945 bis 1957 als Organist an der Salvator-Kirche (Berlin-Schmargendorf). Von 1945 bis 1969 war er Professor für Kirchenmusik an der Hochschule für Musik Berlin, deren stellvertretender Direktor er von 1954 bis 1958 war. 1963 wurde er Mitglied der Akademie der Künste in Berlin.

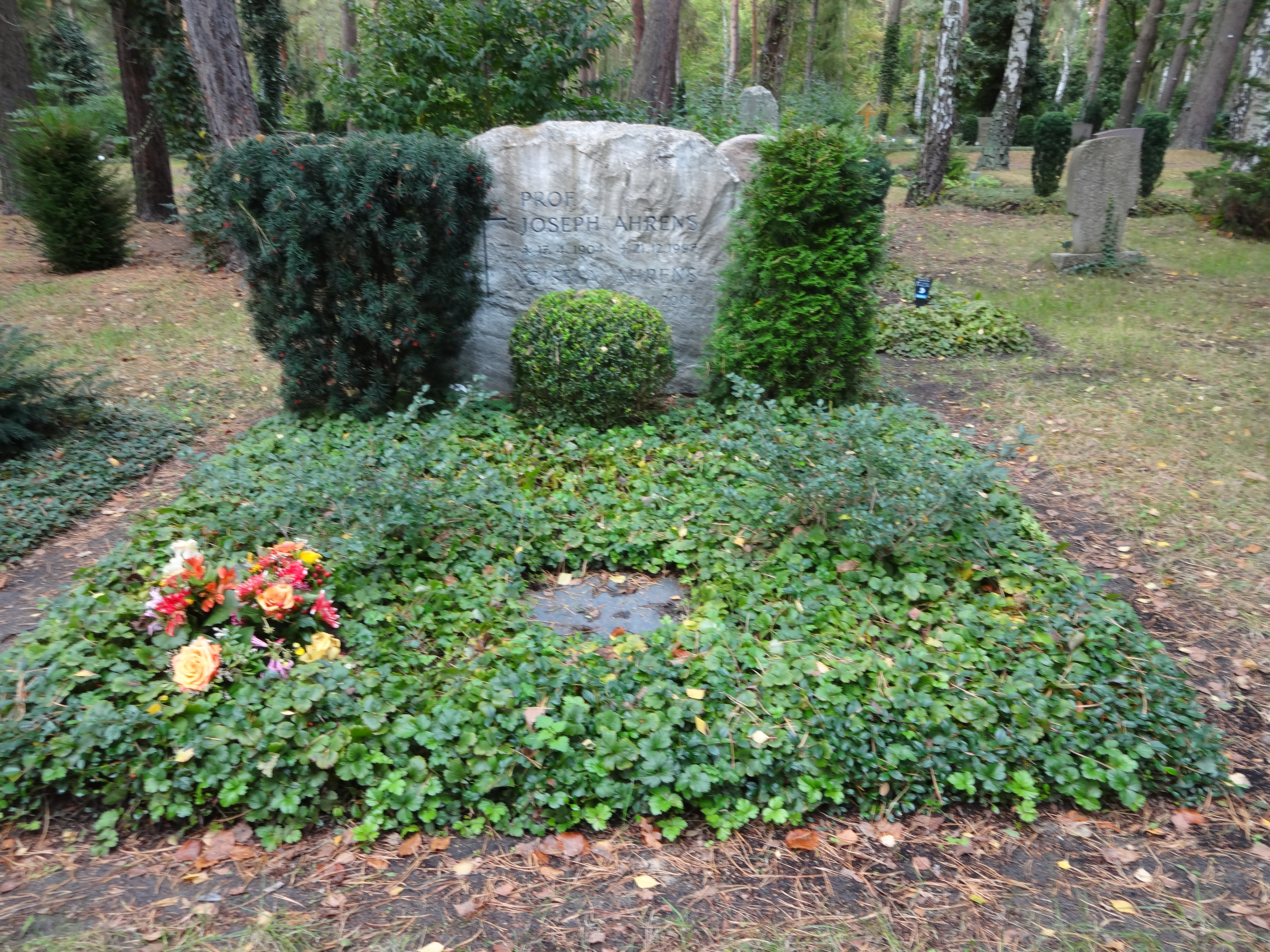
Grabstätte

Ahrens gilt als einer der wichtigsten Exponenten einer erneuerten katholischen Kirchenmusik.
Zu seinen Hauptwerken zählt der Choral-Zyklus „Das Heilige Jahr“, der eine Reihe von Cantus-firmus-Bearbeitungen enthält. Ahrens’ lineare Schreibweise zeichnet sich durch markante Themenbildung, erweiterte Tonalität und Orientierung an Liturgie und Gottesdienst aus. Ab 1959 wendete er konsequent die Dodekaphonie an.
Verheiratet war er mit Gisela geb. Schroeder. Aus dieser Ehe gingen zwei Kinder hervor, darunter die Organistin Sieglinde Ahrens.
Seine Grabstätte befindet sich auf dem Waldfriedhof Zehlendorf.

## Auszeichnungen
- Berliner Kunstpreis (1948)
- Berliner Kunstpreis (1955)

## Orgelwerke
- Kleine Weihnachtspartita „Zu Bethlehem geboren“ (1929)
- Canzone in F (1930)
- Präludium, Arie und Toccata a-Moll (1931)
- Toccata eroica (1932)
- Passamezzo und Fuge g-Moll (1933)
- Ricercare in a (1934)
- Pange lingua, Hymnus (1935)
- Partita „Christus ist erstanden“ (1935)
- Fünf kleine Stücke (1936): Intrada - Intermezzo - Invention - Interludium
- Regina coeli (1937)
- Dorische Toccata (1938)
- Fantasie, Grave marcia funebre und Toccata c-Moll (1939)
- Kleine Musik in a-Moll (1940)
- Konzert e-Moll (1941)
- Jesu, meine Freude, Partita (1942)
- Praeludium und Fuge f-Moll (1942)
- Toccata und Fuge e-Moll (1942)
- Concertino G-Dur (1943)
- Fantasie h-moll (1943)
- Canzone in cis (1943)
- Orgelmesse (1945)
- Verleih uns Frieden gnädiglich, Partita (1947)
- Hymnus „Veni, Creator Spiritus“ (1947)
- Lobe den Herren, Partita (1947)
- Triptychon B-A-C-H (1949)
- Das Heilige Jahr: Choralwerk für Orgel (1948/50)
- Concertino für Positiv (1950)
- Cantiones Gregorianae pro organo I-III (1957)
- Trilogia sacra I: Domus Dei. Sieben Kontemplationen für Orgel (1959)
- Trilogia sacra II: Civitas Dei. Sieben Visionen nach der Apokalypse (1960)
- Verwandlungen I (1963), II (1964) und III (1965)
- Fantasie und Ricercare über ein Thema von J. Cabanilles (1965)
- Fünf Leisen (1969): Gelobet seist du Jesu Christ - Christ ist erstanden - In Gottes Namen fahren wir - Nun bitten wir den Heiligen Geist - Gott sei gelobet und gebenedeiet
- Trilogia contrapunctica (1972, 1975, 1976)
- Canticum Organi I-III (1972, 1975, 1976)
- Trilogia dodekaphonica (1978)
- Passacaglia dodekaphonica (1980)

## Schriften
- Joseph Ahrens: Formprinzipien des gregorianischen Chorals und mein Orgelstil. Heidelberg 1978.
- Joseph Ahrens: Von den Modi zur Dodekaphonie. Heidelberg 1979.